# Tellidora cristata
Tellidora cristata är en musselart som först beskrevs av Recluz 1842.  Tellidora cristata ingår i släktet Tellidora och familjen Tellinidae. Inga underarter finns listade i Catalogue of Life.